# Plecia collaris
Plecia collaris är en tvåvingeart som först beskrevs av Fabricius 1805.  Plecia collaris ingår i släktet Plecia och familjen hårmyggor. Inga underarter finns listade i Catalogue of Life.